# Ermita de Fuensanta
La ermita de la Fuensanta o ermita de la Fuente Santa es una ermita que se encuentra en una a 885 m, en las faldas de la Peña Montañesa, de entre los pueblos de Laspuña (en cuyo municipio se encuentra), San Lorenzo y Araguás.
El nombre de la ermita según la tradición se debe a San Victorián, santo de origen italiano que llegó por los alrededores del año 478. Parece que sus compañeros hicieron una preparada en el valle en su camino para Araguás y estando sedientos el santo golpeó tres veces con su báculo en la peña liberando tres chorros de agua en un milagro.
Después de este milagro la fuente fue llamada Fuente de los Tres Caños. El conjunto lo forman la ermita, la fuente y la casa donde solía vivir el ermitaño.

## Ermita

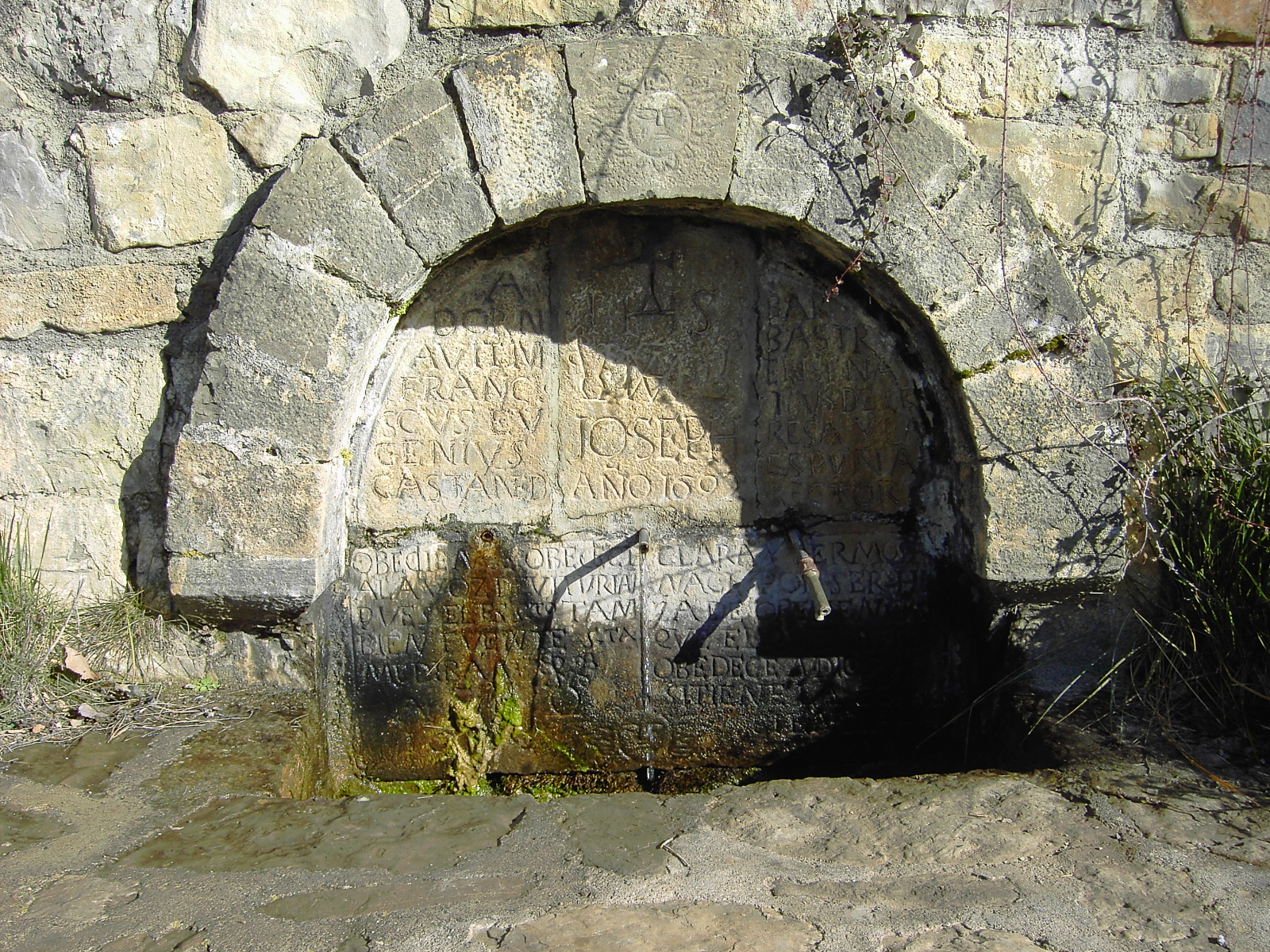
Fachada de la Fuente de los Tres Caños, con algunas inscripciones que incluían el año en que la construyeron, 1692.

La ermita actual es una edificación de finales del siglo XVII, en la cual se  podría leer la fecha Anno 1681 en la clave de la arcada de la puerta. Está compuesta de una nave única, con la planta cuadrada, una fachada plana y unos contrafuertes laterales. 
El interior del edificio lo conforma de bóveda de cañón que soporta un típico tejado sobrarbense de dos aguas, con losas y bastidor de madera interior.
La fachada tiene una puerta abierta con arco de medio punto en y de un balcón que corresponde con el coro del templo. Sobre ella se  encuentra una espadaña de un único ojo para la campana.

## Fuente
La Fuente Santa es, según la historia de su origen, los restos de la Fuente de los Tres Caños. La obra actual de sillería que es de finales del siglo XVII. El frontal de la fuente lleva inscripciones, incluyendo el texto Anno 1692, el año de su construcción.
La fuente era objeto de romerías para rogar por la lluvia, desde San Victorián de Asán , llevando las reliquias del santo en alto. En la fuente, se metía el ataúd en el agua y si al sacarlo de esta el cofre pesaba más (porque hubiera agua dentro), significando que tenía que llover en los próximos días.

## Casa del ermitaño

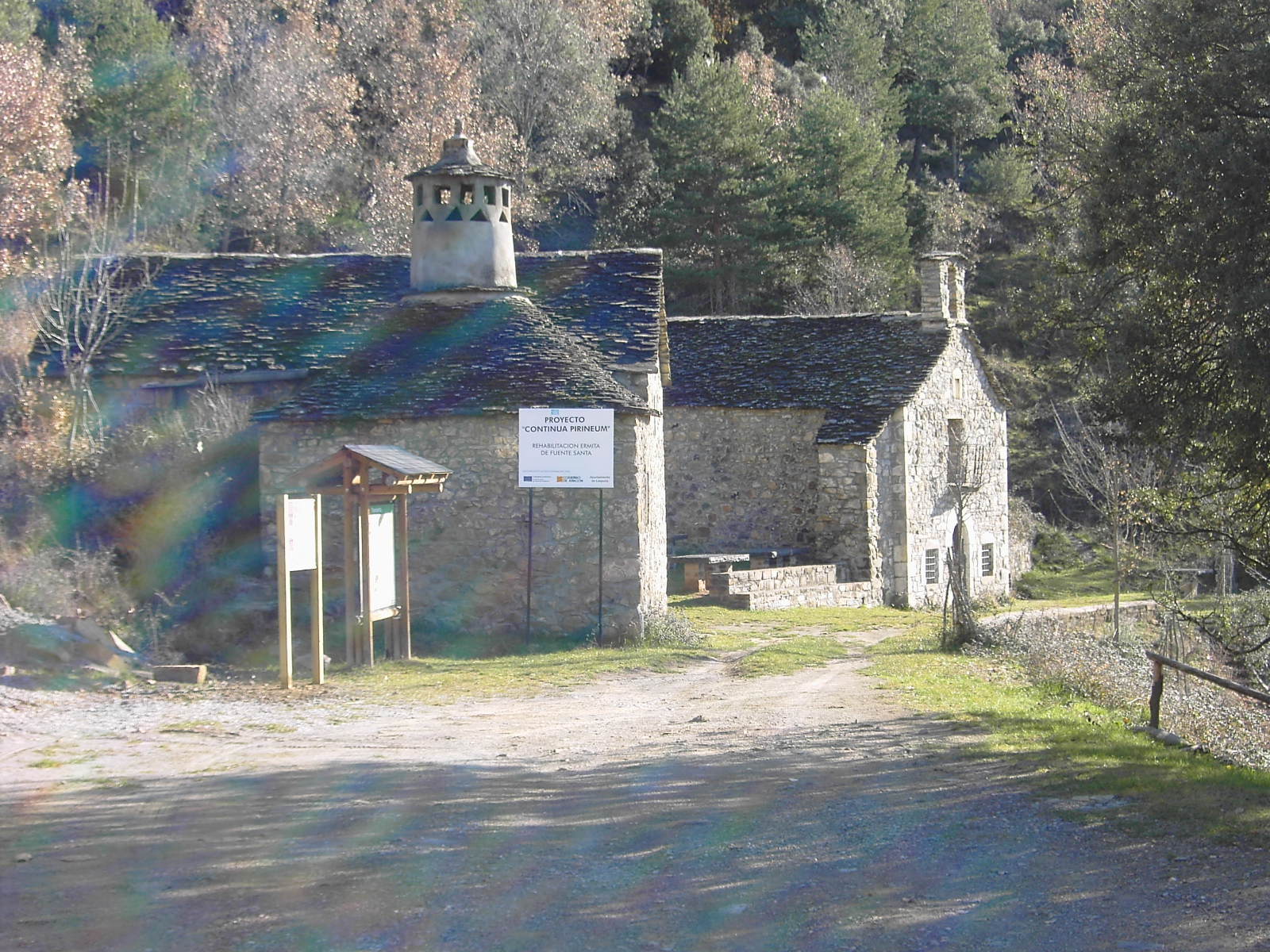
El conjunto de la ermita de la Fuensanta, con la casa de la ermitano en primero término.

La casa del ermitaño es una edificación simple, con un hogar de característica chimenea sobrarbense en lo alto.
En la clave de la puerta se  encuentra una inscripción en castellano que reza "DOMINGO LECINA, PRIMER ERMITAÑO DE LA FUEN SANTA. 1697".